# Jostein Haugen
Jostein Haugen (10 febbraio 1969) è un ex sciatore alpino norvegese.

## Biografia
Haugen, originario di Rjukan di Tinn, debuttò in campo internazionale in occasione dei Mondiali juniores di Hemsedal/Sälen 1987; in Coppa del Mondo ottenne tre piazzamenti, tutti in discesa libera nel 1993: 50º il 27 febbraio a Whistler, 30º il 15 marzo a Sierra Nevada e 54º il 20 marzo a Kvitfjell. Non prese parte a rassegne olimpiche o iridate.

## Palmarès

### Coppa del Mondo
- Miglior piazzamento in classifica generale: 148º nel 1993

### Campionati norvegesi
- 1 medaglia (dati dalla stagione 1990-1991):
  - 1 bronzo (combinata[senza fonte] nel 1991)